# Jabluniwka (Pryluky)
Jabluniwka (ukrainisch Яблунівка; russisch Яблуновка Jablunowka) ist ein Dorf im Süden der ukrainischen Oblast Tschernihiw mit etwa 1500 Einwohnern.

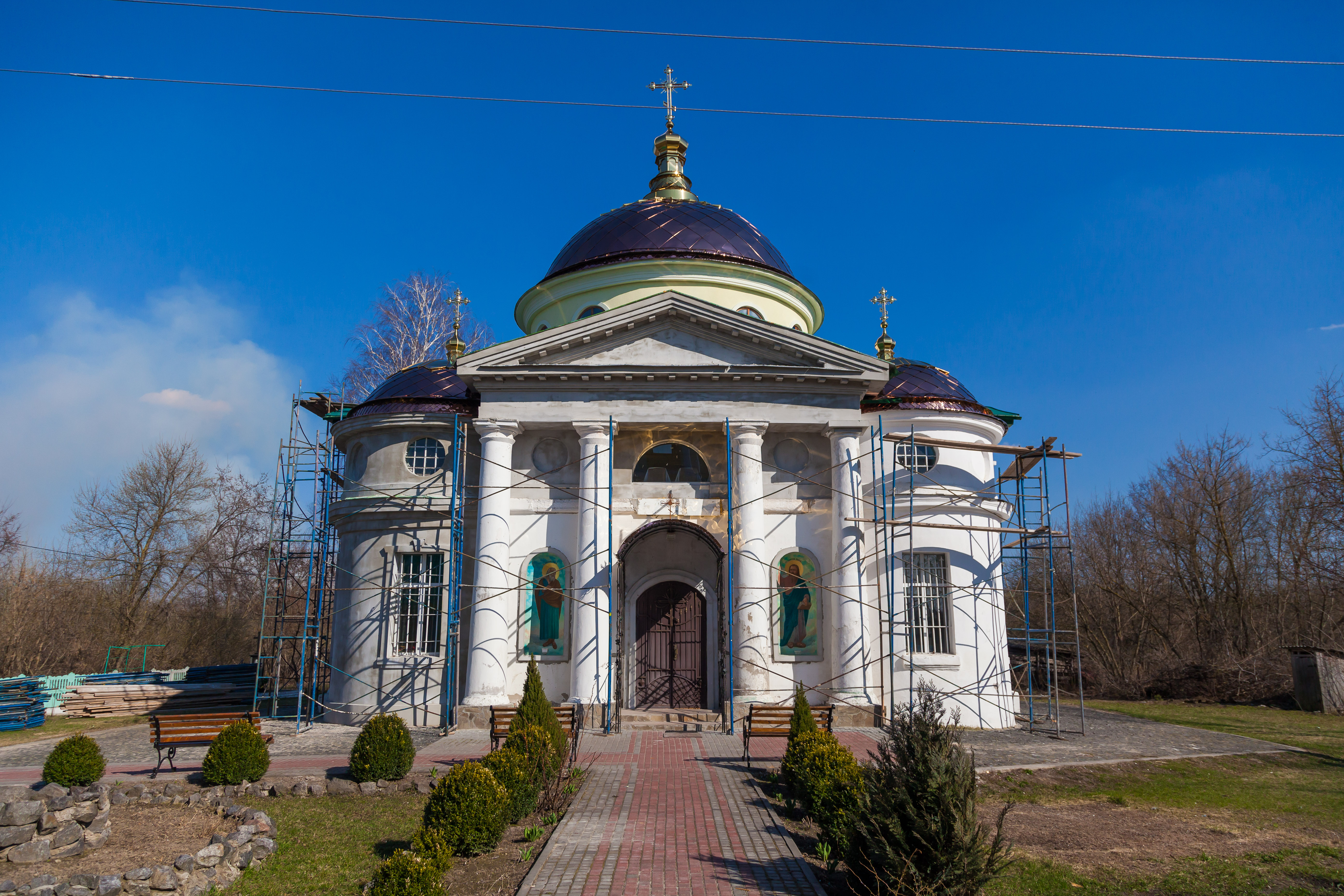
Kirche im Ort

Das Dorf wurde 1629 zum ersten Mal schriftlich erwähnt und liegt am Fluss Ruda (Руда), 20 Kilometer südwestlich der Rajonshauptstadt Pryluky und 131 Kilometer südlich der Oblasthauptstadt Tschernihiw.

## Verwaltungsgliederung
Am 12. Juni 2020 wurde das Dorf zum Zentrum der neugegründeten Landgemeinde Jabluniwka (Яблунівська сільська громада/Jabluniwska silska hromada). Zu dieser zählen auch die 8 in der untenstehenden Tabelle aufgelisteten Dörfer, bis dahin bildete es zusammen mit dem Dorf Jabluniwske die gleichnamige Landratsgemeinde Jabluniwka (Яблунівська сільська рада/Jabluniwska silska rada) im Südwesten des Rajons Pryluky.
Folgende Orte sind neben dem Hauptort Jabluniwka Teil der Gemeinde:
| Name                     | Name          | Name                           |
| ukrainisch transkribiert | ukrainisch    | russisch                       |
| ------------------------ | ------------- | ------------------------------ |
| Biloschapky              | Білошапки     | Белошапки (Beloschapki)        |
| Dubowyj Haj              | Дубовий Гай   | Дубовый Гай (Dubowy Gai)       |
| Jabluniwske              | Яблунівське   | Яблоновское (Jablonowskoje)    |
| Kowtuniwka               | Ковтунівка    | Ковтуновка (Kowtunowka)        |
| Krutojariwka             | Крутоярівка   | Крутояровка (Krutojarowka)     |
| Saperewodske             | Запереводське | Запереводское (Saperewodskoje) |
| Serhijiwka               | Сергіївка     | Сергеевка (Sergejewka)         |
| Sucholisky               | Сухоліски     | Сухолески (Sucholeski)         |